# Eva Maria Meskó
Eva Maria Meskó (* um 1690; † 24. März 1772) war eine ungarische Aristokratin und Grundherrin. Sie war die Tochter des ungarischen Freiherrn Adam Meskó und eine verehelichte Freifrau Vragović von Maruševec (um 1710), verehelichte Reichsgräfin Bartholotti von Partenfeld (1734), verehelichte Reichsgräfin von Herbeville (1746) und eine verehelichte Reichsgräfin von Starhemberg (1765).

## Herkunft und Familie
Die Familie Meskó stammte aus dem niederen Adel bzw. Beamtenadel Oberungarns, der heutigen Slowakei. Deren Geschichte wird Ende des 17. Jahrhunderts mit dem Brüderpaar Adam und Jakob Meskó greifbar, denen im Juli 1721 der ungarische Freiherrentitel verliehen wurde. Adam Meskó, ein ausgebildeter Jurist mit Doktorgrad, war Ende des 17. Jahrhunderts als esterházyscher Offizial in der Herrschaft Landsee-Lackenbach tätig. Im weiteren Verlauf seines Lebens sollte er dann verschiedene Ämter innerhalb der ungarischen Landesverwaltung innehaben, wobei er aber stets in einem besonders nahen Verhältnis zu Paul I. Esterházy verblieb. Im Februar des Jahres 1712 befand sich Meskó unter jenen 28 Personen, die sich als Vertreter der ungarischen Stände zu einer Audienz am Wiener Hof eingefunden hatten. Anlass war die kurz zuvor erfolgte Krönung Karls VI. zum römisch-deutschen Kaiser in Frankfurt am Main. Dabei gratulierte die ungarische Delegation – angeführt vom Primas des Königreichs Ungarn, dem Kardinal-Erzbischof von Gran Christian August von Sachsen-Zeitz und dem Palatin Fürst Paul I. Esterházy – dem Kaiser nicht nur zur erfolgten Krönung und glücklichen Rückkehr nach Wien, sondern lud ihn auch zur Krönung als König von Ungarn ein. Dr. Adam Meskó (D. Adamus Mesko) wird hierbei unter anderem mit seiner offiziellen Bezeichnung als Proto-Notarius Palatinalis vorgestellt, einem hohen Amt, welches er in jenen Jahren innehatte.
Adam Meskó erwarb im Jahre 1708 Nikitsch mit dem Kastell Gálosháza (dem heutigen Nikitscher Schloss) durch Kauf vom Fürsten Esterházy. Nikitsch-Gálosháza sollte zum Zentrum der Grundherrschaft Adam Meskós werden, wobei er im Ödenburger Komitat noch weitere Besitzungen innehatte, etwa den Ort Draßburg, ein Stadthaus in Ödenburg/Sopron sowie diverse Weingärten in Deutschkreutz und Ödenburg. Um die Einkünfte aus der Grundherrschaft zu steigern und nicht zuletzt aufgrund der Nähe zu Nikitsch war Meskó an einer Vergrößerung seines Besitzes unter Einschluss von Kroatisch Minihof interessiert. Im Jahre 1710 verpfändete daher Fürst Paul I. Esterházy den Ort Kroatisch Minihof um 8600 ungarische Gulden an Adam Meskó und dessen Gattin Maria Kürtössy – zunächst auf zehn Jahre. Tatsächlich sollten die Nikitscher Meskós Kroatisch Minihof bis in die 2. Hälfte des 18. Jahrhunderts hinein als Pfandgut innehaben.
Während Adam seine Besitzungen im Ödenburger Komitat hatte, konzentrierten sich die Güter seines Bruders Jakob in Oberungarn, der heutigen Slowakei. Im Jahr 1717 erwarb dieser den Ort Széplak, heute Krásna nad Hornádom, einem Stadtteil von Košice in der Ostslowakei, wodurch sich die Familie ab dann Meskó von Széplak nannte. 1744 sollte Jakobs Gattin Barbara, damals schon verwitwet, vom Fürsten Lobkowitz den Ort Enyiczke – heute Haniska, rund 13 km von Košice entfernt – käuflich erwerben. Somit nannte sich die Linie nach Jakob Meskó ab 1744 von Széplak und Enyiczke.
Adam Meskó hatte mit seiner Gattin Maria Kürtössy zwei Töchter, Anna Theresia und Eva Maria, welche nach seinem Tod im Jahr 1734 seine Besitzungen erbten und aufteilten. Kroatisch Minihof und Nikitsch fielen zunächst an Anna Theresia, nach deren Tod um 1740 – da sie keine Nachkommen hatte – zusammen mit allen anderen Besitzungen nach Adam Meskó an die nunmehrige Alleinerbin Eva Maria. Diesen Besitz brachte letztere ihren jeweiligen Gatten in die Ehen mit, und deren waren insgesamt vier, wobei alle vier Ehen kinderlos blieben.
Eva Maria Meskó selbst ist als historische Person in den gedruckten historischen Quellen schwer greifbar, und wenn, dann in der Regel nur über den Umweg der Lebensgeschichte ihrer Ehemänner. Bereits nach nicht einmal 100 Jahren nach ihrem Tod war der Großteil ihrer unmittelbaren Lebensdaten nicht mehr bekannt. Zwar wird sie in Oettingers Moniteur des Dates vom Juli 1867 als Freiin von Meskó vorgestellt, allerdings war ihr Geburtsjahr ebenso unbekannt wie der Name ihres Vaters sowie die Existenz ihrer ersten beiden Ehemänner. Lediglich als Witwe des Grafen Herbeville und Gattin des Reichsgrafen Johann Ludwig Adam von Starhemberg war sie bekannt, ebenso ihr Sterbedatum, der 24. März 1772. Dazu kommt der verwirrende Umstand, dass sie in den unterschiedlichen Phasen ihres Lebens die Reihung ihrer vielen Vornamen (Eva Maria Elisabeth Rosalia Katharina) stetig veränderte und sich somit in den Quellen alle möglichen Variationen finden lassen. Auch wenn ihr Geburtsdatum unbekannt ist, so kann doch mit aller gebotenen Vorsicht angenommen werden, dass sie um 1690 herum geboren wurde.

## 1. Ehe
Wahrscheinlich um 1710 heiratete Eva Elisabeth Rosalia den offenbar um einiges älteren, aus dem mittleren kroatischen Adel stammenden Freiherrn (seit 1716) Christophorus Vragović von Maruševec, der mit den beiden Grundherrschaften Križovljan und Maruševec in der Region um Varaždin begütert war. Diese Ehe wurde offensichtlich zwischen dem Brautvater Adam Meskó und der Bräutigamsmutter Susanna Török von Telekes gestiftet, deren ungarische Korrespondenz im Jahr 1693 belegt ist. Die Vragović trugen ihren Namen nach dem Vorfahren Johann, genannt ördög (ungarisch für Teufel), auf Kroatisch vrag, daher der Zuname Vragović. Die Familie war ab dem 14. Jahrhundert als adelig bezeugt und sollte mit dem Tod des Christophorus Vragović aussterben. Im Jahre 1711 kaufte das Paar Vragović-Meskó ein Haus in der Altstadt von Varaždin. Hier lebten Christophorus und Eva Maria im barocken Luxus und – im adeligen Stil der Zeit – weit über ihre finanziellen Verhältnisse. Die in den historischen Handschriften enthaltenen Rechnungen belegen unter anderem Schulden bei Schneidern, Knopfmachern, Barbieren, Kaufleuten und Ärzten.
Der Altersunterschied zwischen den Eheleuten machte sich spätestens 1723 bemerkbar, als der schlechte Gesundheitszustand des Freiherrn eine Übersiedlung nach Pressburg/Bratislava mit sich brachte. Im Jahr 1724 starb Christophorus als letzter der Familie Vragović – da die Ehe kinderlos geblieben war – und hinterließ seiner Witwe hohe Schulden bei Händlern und Gewerbetreibenden, kirchlichen Institutionen und anderen Adeligen in Höhe von 4027 Gulden 12 Kreuzer.

## 2. Ehe
Ihre zweite Ehe schloss Eva Maria, verwitwete Freyin v[on] Wragovitsch, geborene Freyin v[on] Mesko – nach einem Jahrzehnt der Witwenschaft – am 16. März 1734, als sie in der Wiener Ruprechtskirche den jüngeren Johann Baptist Bartholotti von Partenfeld heiratete. Die Bartholotti waren ursprünglich eine italienisch-venezianische Familie von Handelsherren, die im 16. Jahrhundert in die Steiermark bzw. nach Krain (heute Slowenien) übersiedelte. 1636 wurde die Familie in den Adelsstand erhoben, ab 1653 trug sie den Zusatz von Partenfeld. 1704 wurden die Bartholotti in den Freiherrenstand erhoben.
Reichsgraf Johann Baptist Bartholotti von Partenfeld (1701–1745) war kaiserlich-königlicher Husarenoberst und kämpfte im Österreichischen Erbfolgekrieg (1740–1748). In den Feldzügen der Jahre 1742 und 1743 kommandierte er ein eigenes Husaren-Freikorps, 1744 dann das sogenannte Menzelsche Husarenkorps. Sein eigenes Korps vermehrte er auf seine Kosten und verwendete dazu das Vermögen Eva Marias, von der es hieß, dass sie jährliche Renten von mehr als einer Million Gulden bezog. Nachdem er im hessischen Lampertheim krank geworden war, starb er am 24. November 1745 in Mannheim und wurde ebendort in der katholischen Garnisonskirche beigesetzt. Auch diese zweite Ehe Eva Marias blieb kinderlos. Die „Klatschpresse“ des 18. Jahrhunderts hatte über diese Verbindung eine ganz besondere Meinung und hielt sogar Informationen aus dem Schlafzimmer Eva Marias parat: Der Graf Bartholotti […] hatte eine verwitwete Baronin von Mescko aus Ungarn zur Gemahlin, deren Vermögen sich auf eine halbe Million erstrecket. Sie hat sich nachgehends wieder mit einem Grafen von Herbeville vermählt. Sie darf über ihr Vermögen nicht disponiren (= verfügen), sondern hat nur die Interesse-Gelder (= Zinsen) davon zu genüssen. […] Der obgedachte Graf Bartholotti, der sie wohl zu liebkosen wuste, zog ihre Renten meistens an sich, und machte sich davon Ehre und gute Tage.
Der in den gedruckten Quellen des 18. Jahrhunderts immer wieder betonte Reichtum Eva Marias wird auch anlässlich der Krönung Maria Theresias zur Königin von Ungarn im Jahr 1741 thematisiert. Damals stellte sie für diesen Anlass 100.000 Gulden für das Krönungsgeschenk der ungarischen Stände zur Verfügung (das heißt, sie lieh diese Summe vorab). Im Jahre 1744 besaß Eva Gräfin Bartolotty von Partenfeldt das Haus zum rothen Löwen in der Rossau, dem heutigen 9. Wiener Gemeindebezirk. Darüber hinaus widmete sich Eva Maria in ihrer Zeit als Gräfin Bartholotti auch der weiteren Ausgestaltung des Palais Meskó in Ödenburg/Sopron (heute Palais Zichy-Meskó), jenem Stadthaus, welches sie 1734 von ihrem Vater Adam geerbt hatte. Dieser hatte bereits in den 1720er-Jahren das ursprüngliche, an dieser Stelle befindliche mittelalterliche Gebäude zum dreigeschossigen Barockpalais um- und ausbauen lassen, nachdem er es spätestens 1715 erworben hatte. Eva Maria beauftragte namhafte Künstler ihrer Zeit – darunter Daniel Gran – mit der Ausgestaltung.

## 3. Ehe
Die zweite Witwenschaft Eva Marias dauerte im Vergleich zu jener nach der ersten Ehe kurz, offenbar nur einige Monate. Bereits 1746 ging sie ihre dritte Ehe ein, und zwar mit dem aus einer lothringischen Adelsfamilie stammenden Reichsgraf Joseph Carl David von Herbeville. Dieser war Präsident der esterházyschen Verwaltungskommission, was erklärt, warum die Trauung in der Kapelle des Schlosses Esterházy in Eisenstadt stattfand.
In der Zeit ihrer Verbindung mit Herbeville widmete sich Eva Maria vor allem der Neugestaltung von Schloss und Park Draßburg, eines Besitzes, den ihr Vater Adam Meskó 1715 erworben hatte. Neben der Erneuerung des Schlosses ließ sie die Gärten zwischen 1747 und 1759 im barocken Stil ausgestalten, neue Glashäuser errichten und den Garten zwischen 1750 und 1760 mit Skulpturen des bekannten Bildhauers Jakob Schletterer ausstatten. Joseph Carl Herbeville war unter anderem auch Pfandherr der Kleinherrschaft Dörfl, wo er in den Jahren 1761/62 den Versuch unternahm, eine Lederfabrik zu errichten, womit er aber scheiterte. Spätestens im Jahr 1763 starb er, da es im selben Jahr bereits seine Witwe Eva Maria war, welche die Herrschaft Dörfl an den Fürsten Nikolaus I. Joseph Esterházy zurückgab.

## 4. Ehe
Im Jahre 1765 sollte Eva Maria ihre vierte Ehe eingehen, und zwar mit Johann Ludwig Adam Reichsgraf von Starhemberg, einem kaiserlichen Kammerherrn und (seit 1757) General-Feldmarschall sowie Ritter des Maria-Theresien-Ordens. Dieser war am 1. November 1717 in Linz geboren und seit 1745 in erster Ehe mit Freiin Maria Theresia von Stein verheiratet gewesen, welche am 15. Dezember 1764 verstarb. Mit seiner ersten Frau hatte Starhemberg zwei Söhne und zwei Töchter. Er selbst sollte am 29. August 1778 in Ödenburg sterben. Die Starhemberg entstammten dem steirischen Uradel und waren seit dem 15. Jahrhundert Mitglieder des Freiherrenstandes. 1634 wurde die Familie in den Reichsgrafenstand erhoben, und ab dem Jahr 1763 trug eine Linie der Starhembergs den Reichsfürstentitel.
Die Hochzeit von Meskó und Starhemberg fand am 23. Februar 1765 in Ödenburg statt. Offenbar war diese vierte Eheschließung Eva Marias – mit heutigen Worten – ein Medienereignis gewesen, sodass darüber auch in Druckschriften berichtet wurde. Die vom Ödenburger Stadtpfarrer Georg Primes gehaltene Traupredigt erschien in gedruckter Form als Kurze Anrede, als Graf Adam Ludvig von Stahrenberg etc. mit Eva, verwittibten Gräfinn von Herbeville, gebohrnen Baronesse von Meskó, feyerlich getrauet worden, in Oedenburg 1765.

## Tod
Nach einem ereignisreichen Leben starb Eva Maria Starhemberg geb. Meskó hochbetagt am 24. März 1772 (wahrscheinlich in Ödenburg). Es ist nicht bekannt, wo sie bestattet wurde. Der Erbe ihrer Besitzungen, allen voran von Nikitsch-Gálosháza, dem Ort und Schloss Draßburg sowie dem Palais in Ödenburg wurde ihr Cousin Jakob Meskó von Széplak und Enyiczke.